# 李传韵

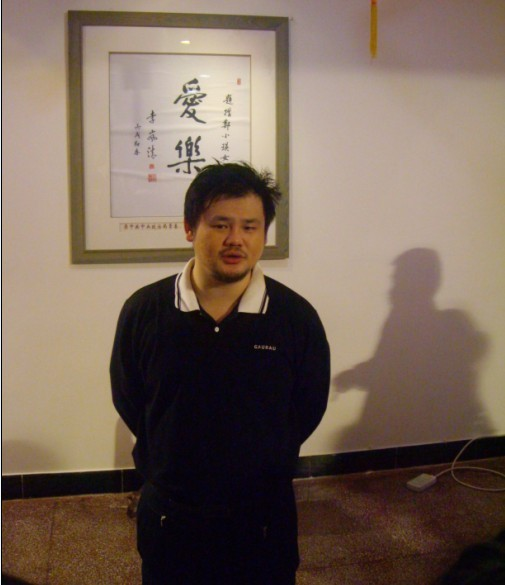
李传韵在厦门

李传韵（1980年—），中国小提琴家。电影《和你在一起》主人公原型。
1980年，李传韵出生在青岛一个音乐世家，奶奶是钢琴教育家，父母是小提琴手。3岁时开始随父母学习小提琴，5岁时参加北京市少年儿童小提琴比赛，获得亚军，得到小提琴教育家林耀基教授的赏识，拜林耀基为师。1986年随父母迁居香港。在香港参加了叶惠康组织的叶氏儿童音乐实践中心，并在蔡建中资助下定期到北京求教于林耀基。
1991年，李传韵赴波兰参加第五届维尼亚夫斯基国际青年小提琴比赛，赢得少年组（11岁-16岁）比赛冠军。 1996年，李传韵赴美国朱丽亚音乐学院学习，师从小提琴教授多罗茜·迪蕾。1999年，李传韵在美国辛辛那提大学音乐学院学习。 
2004年，擔任香港電台電視節目《華人青年音樂家系列》八位嘉賓之一。